# 太上老君

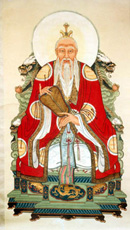
太上老君

太上老君（たいじょうろうくん、だじょうろうくん）は、道教の神の一人。別名道徳天尊（どうとくてんそん）、混元老君（こんげんろうくん）、降生天尊（ごうせいてんそん、こうせいてんそん）、太清大帝（たいせいたいてい）とも言う。道教の始祖とみなされる老子が神格化されたもので、道教の最高神格である三清の一柱。元始天尊の応身の神格とされ、あるいは、その十号の一つに数えられる。
地上では崑崙山、天上では道教における天上界の最高天のひとつ、太清境（たいせいきょう）に住するとされる。『抱朴子』の記述によれば、その姿は、口がカラスに類し、耳の長さは7寸あり、額には縦筋が3本あったとされ、神仙の風貌で描かれている。
道家の祖として老荘思想を説いた老子が、道教の神となったのは、五斗米道の開祖である張陵の時であるとされる。また、後漢の于吉のもとに現れて啓示を与えたのに始まり、六朝から唐代にかけては、盛んに顕現するようになった。
梁の陶弘景が著した『真霊位業図』では、その第四級の中心に表されている。また、太上老君説とされる道経が盛んに作られたのも、この時代であり、それは、唐室が同姓の老子を宗室の祖として尊崇したことから、ピークを迎えたが、以後は、次第に衰えていく。

## 太上老君を主題とする文芸作品
- 西遊記
  - 兜率天宮で霊薬作りをしている錬丹術の大家。孫悟空からは「おやじどん」と呼ばれる。老君は悟空を「サル君」と呼ぶ（伊藤貴麿・訳、岩波少年文庫版）。悟空の得物・如意金箍棒、猪八戒の得物・釘鈀の製作者。
- 封神演義